# Conil de la Frontera
Conil de la Frontera è un comune spagnolo di 20 984 abitanti situato nella comunità autonoma dell'Andalusia.